# 道の駅すごう
道の駅すごう（みちのえき すごう）は、大分県竹田市大字菅生にある国道57号の道の駅である。

## 概要
国道57号沿いに立地している。大分バスが経営していた竹田ドライブインを竹田市が買収・改装し、2010年4月1日に開業した。
竹田市、大分県農業協同組合、竹田商工会議所、九州アルプス商工会によって設立された一般社団法人「農村商社わかば」によって運営される。農村商社わかばの前身であるわかば農業公社は道の駅竹田およびアンテナショップ事業などの収益事業と農作業受託事業を行っていたが、このうち収益事業が農村商社わかばに委ねられる。

## 休館日
- 12月31日 - 1月1日